# Roland Leroy
Pour les articles homonymes, voir Leroy.
Roland Leroy est un homme politique et journaliste français, né le 4 mai 1926 à Saint-Aubin-lès-Elbeuf (Seine-Inférieure) et mort le 24 février 2019 à Clermont-l'Hérault (Hérault).
Il est directeur du journal L'Humanité de 1974 à 1994.

## Biographie
Né d'un père cheminot, proche de l'anarcho-syndicalisme, et d'une mère ouvrière du textile, Roland Leroy embrasse la même profession que son père en 1942. Militant clandestin aux Jeunesses communistes de France en 1942, il est chargé de la diffusion de la propagande et accède en 1943 à la direction des Jeunesses communistes dans son département. Parallèlement, il entre dans la Résistance.
Entre 1945 et 1947, il exerce à nouveau son métier de cheminot tout en demeurant un militant fort actif du Parti communiste français. Il gravit ensuite les échelons : secrétaire fédéral de Seine-Maritime, membre du Comité central (1956-1994), du Bureau politique (1964-1994) et du Secrétariat (1960-1979). Au mitan des années 1960, chargé de superviser l'Union des étudiants communistes, il participe à la « normalisation » de cette organisation sur la ligne de la direction du PCF, provoquant une hémorragie militante dans ce secteur et rendant inaudible l'UEC dans les universités avant les événements de Mai 68,.
En 1967, il est chargé par son parti, en remplacement d'Henri Krasucki, de la politique culturelle et des rapports avec les intellectuels. Ami intime de Louis Aragon, il l’accompagne dans son travail de deuil à la suite du décès d’Elsa Triolet en 1970.
Au début des années 1970, bien qu'étant en désaccord avec l'idée même d'une union programmatique avec le PS, il anime le groupe chargé de rédiger le Programme commun. Après plusieurs échecs aux élections cantonales et législatives, et un premier mandat de député de la Seine-Maritime de 1956 à 1958, il retrouve son siège à l'Assemblée de 1967 à 1981, puis de 1986 à 1988.
Sans doute en raison de mésentente avec Georges Marchais, Roland Leroy n'est pas reconduit au secrétariat de comité central lors du congrès du PCF de 1979, restant toutefois membre du bureau politique.
Lors de la fête de l'Humanité, en septembre 1981, quelques mois après la victoire électorale de François Mitterrand et de l’Union de la gauche, il est chargé du discours traditionnel et critique les concessions du gouvernement à ce qu'il appelle « les vaincus d'hier », c’est-à-dire la droite. Il marquait ainsi le scepticisme d’une partie de la direction du PCF sur la politique mise en œuvre.
Ses interventions publiques se font rares durant les années 2010. En 2011 il prononce l'éloge funèbre de son ami André Duroméa, ex-maire communiste du Havre,. En 2012, à l'occasion du trentième anniversaire de la mort de Louis Aragon, il participe à un colloque au siège de L'Humanité avec Jean d'Ormesson, lui aussi admirateur de l'écrivain.

### Le journaliste
Roland Leroy dirige l'Humanité de 1974 à 1994. Lors de la parution de L'Archipel du Goulag, il prend part en 1974 à la vaste campagne qui a pour but de stigmatiser Soljénitsyne. Il dénonce notamment Le Nouvel Observateur, qui soutient le dissident, comme étant « à la pointe de l’entreprise antisoviétique et anticommuniste ».

En 1978, face à Jean-Jacques Servan-Schreiber sur le plateau de TF1, il s'en prend à Raymond Barre et à la Commission Trilatérale :
« Ce sont vos amis qui participent à une entreprise quand même un peu singulière. J’ai ici un ouvrage qui mériterait d’être lu et qui révèle, car on a passé sous silence en France, un texte publié aux États-Unis depuis 1975 et qui expose les activités d’une Commission Trilatérale dans laquelle siège le PDG de Coca-Cola, M. Carter, M. Raymond Barre, dont vous avez peut-être entendu parler. Et que dit-on dans cette Commission Trilatérale ? On étudie l’avenir de la démocratie, et on aboutit à des conclusions singulières : Il y a des limites potentiellement souhaitables à l’extension de la démocratie. »
Polémiste, il intervient dans l'émission Vendredi soir sur France Inter, où des journalistes débattent de l'actualité : Pierre Charpy (1919-1988) (La Lettre de la nation, RPR), Jean d'Ormesson (1925-2017) (Le Figaro), Claude Estier (1925-2016) (L'Unité, PS), Henri Amouroux (1920-2007) (giscardien).

### Mort
Roland Leroy meurt le 25 février 2019 à son domicile de Clermont-l'Hérault à l'âge de 92 ans. Il repose au cimetière du Père-Lachaise (division 97), dans le tombeau du comité national du parti communiste français. Sa dernière épouse est morte en 2023 à 76 ans.

### Famille
Roland Leroy est le père de la psychiatre Marianne Leroy (décédée en 2008).

## Décoration
- Officier de la Légion d'honneur, 13 juillet 2004[14].

## Ouvrages
- Roland Leroy (dir.) avec Pierre Clavilier et Valère Staraselski, Un siècle d’Humanité, 1904- 2004, éditions le cherche midi, 2004
- La Culture au présent, 1972, préf. de G. Marchais Texte très dense sur la conception de la culture par le PCF.
- La Quête du Bonheur, Grasset, 1995